# Noël du Fail
Noël du Fail, signore de la Hérissaye (Saint-Erblon, 1510 – Rennes, 1591) è stato uno scrittore francese, influenzato da Rabelais; si è distinto come uno dei primi prosatori realisti nella letteratura francese.

## Biografia
Nacque presso la proprietà familiare situata a Château-Letard nel comune di Saint-Erblon.
Suo padre, François du Fail fu un gentiluomo rurale che fece fortuna grazie alla moglie nobile possidente.
Nonostante le origini nobili, Noël du Fail ebbe un'infanzia e un percorso di studi piuttosto irregolare, poiché interruppe la frequentazione dei corsi, iniziati a Rennes e proseguiti a Parigi, per seguire l'esercito del duca di Enghien durante la sua discesa in Italia.
Gli studi in giurisprudenza li ricominciò tramite l'ormai tradizionale tour des universités, che comprendeva Poitiers, Angers, Bourges, Lione e Avignone, anche se per una serie di disguidi e contrattempi, si fermò a Lione.
SI trovò ancora a Lione intorno al 1547, anno della pubblicazione del suo primo libro di racconti, intitolato Propos rustiques, nel quale si ispirò a Cicerone e a Catone.
Le sue opere, divertenti e serie nello stesso tempo, si rivelarono un'ottima cartina da tornasole per comprendere meglio lo stato e le condizioni della società rurale cinquecentesca francese, e in particolar modo in Bretagna.
Gli altri suoi principali racconti furono i cinque Baliverneries ou contes nouveaux d'Eutrapel, del 1548 e i trentacinque Conues et Discours d'Eutrapel del 1585.
Dopo essersi fermato a Rennes per una seconda fase militare, grazie al felice matrimonio riuscì ad acquistare una carica presso il Parlamento. Tutto il resto della sua esistenza si svolse con una certa tranquillità, ad eccezione del periodo della guerra delle Leghe, dal 1573, a causa della sua professione di culto.
La sua opera principale fu di argomento giuridico, intitolata Mémoires recueillis et extraits des plus notables et solennels arrests du Parlement de Bretagne (1579).
Contemporaneo di Rabelais, che lo ispirò fortemente sia per la trama sia per i personaggi, così come rabelaisiana si rivelò anche la tecnica di narrazione, basata sulla divagazione. Altre caratteristiche fondamentali furono il linguaggio impreziosito di aggettivi e sostantivi e di neologismi grotteschi e farseschi; la comicità fondata sul contrasto tra una erudizione ricca di altezzosità e una finta ingenuità.
Rispetto al suo maestro Rabelais si soffermò maggiormente sul mondo contadino per elevarne la condizione degli abitanti ad una sorta di posizione di prestigio morale. Il tema dell'elogio degli umili che vivono al contatto con la natura fu ispirato dai classici, da Plinio a Virgilio, da Catone a Orazio.
Ma di esaltazione vera e propria non si può parlare, visto che il dichiarato impegno moraleggiante di Noël du Fail era piuttosto quello di riflettere sul tema della moderazione.

## Opere
- Propos rustiques de maistre Léon Ladulfi, champenois, Lione, Jean de Tournes, 1547, in-8º;
- Baliverneries d'Eutrapel, Parigi, 1548;
- Mémoires recueillis et extraits des plus notables et solennels arrests du Parlement de Bretagne, Rennes, Julien du Clos, 1579;
- Les Contes et Discours d'Eutrapel, par le feu seigneur de la Herissaye gentilhomme breton, Rennes, Noël Glamet de Quinpercorentin, 1585, in-8º.